# Jumătatea întunecată
Jumătatea întunecată (denumire originală The Dark Half) este un roman de Stephen King publicat inițial de editura Viking în 1989.

## Ecranizări
- Jumătatea întunecată (1993), în regia lui George A. Romero, cu Timothy Hutton (Thad Beaumont și George Stark), Amy Madigan (Liz Beaumont), Michael Rooker (șeriful Alan Pangborn) și Royal Dano